# Ordo Rosarius Equilibrio

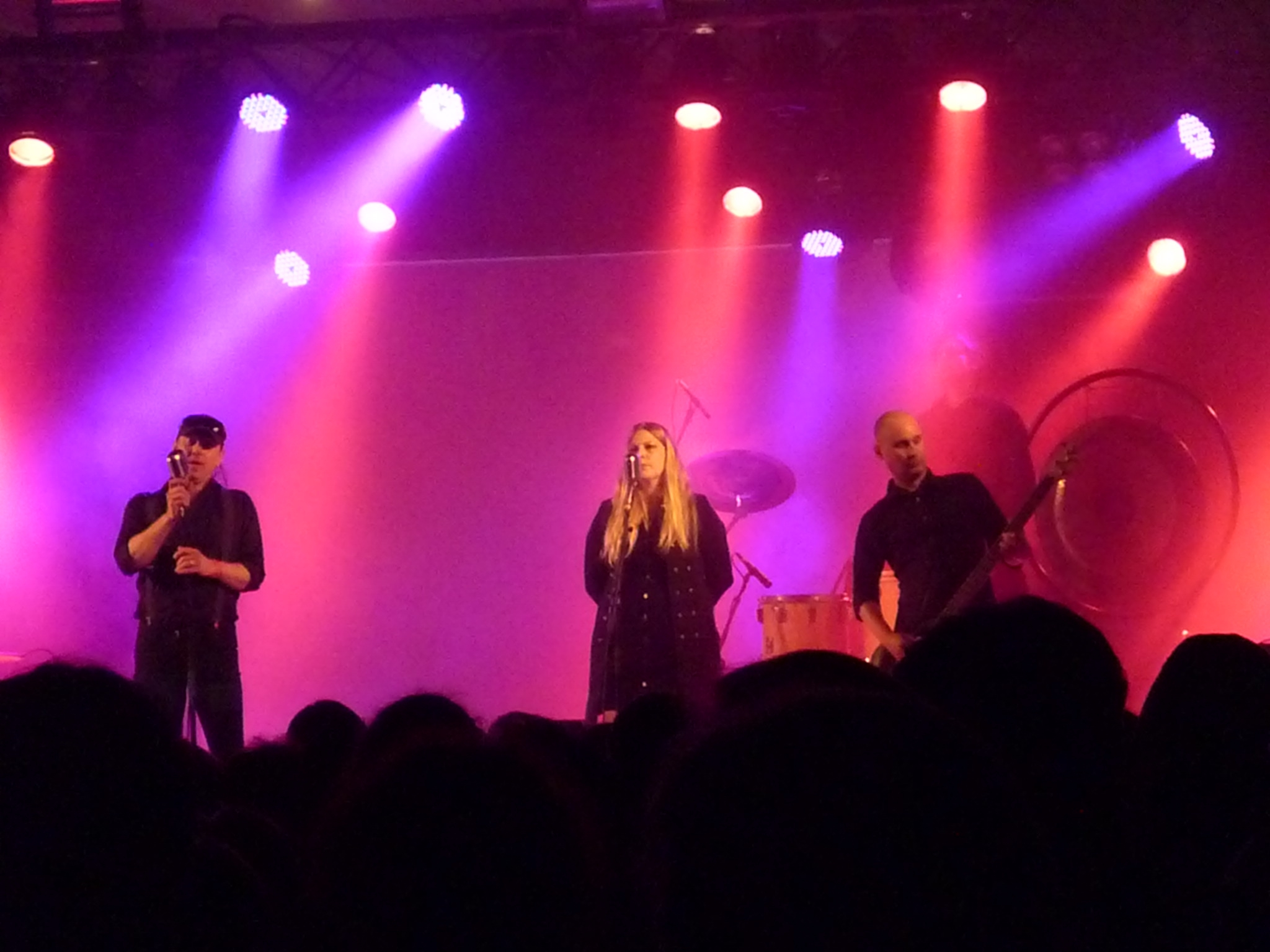
Ordo Rosarius Equilibrio spelar Amphifestivalen i Köln 2011.

Ordo Rosarius Equilibrio är en svensk neofolk-, military pop och martial industrialgrupp från Stockholm. Gruppen bildades 1993 under namnet Ordo Equilibrio och lade 2001 till "Rosarius" i namnet.